# Begonia hubertii
Espèce
Begonia hubertii est une espèce de plantes de la famille des Begoniaceae.
Elle a été décrite en 1980 par Rudolf Christian Ziesenhenne (1911-2005).